# دپث‌ایکس

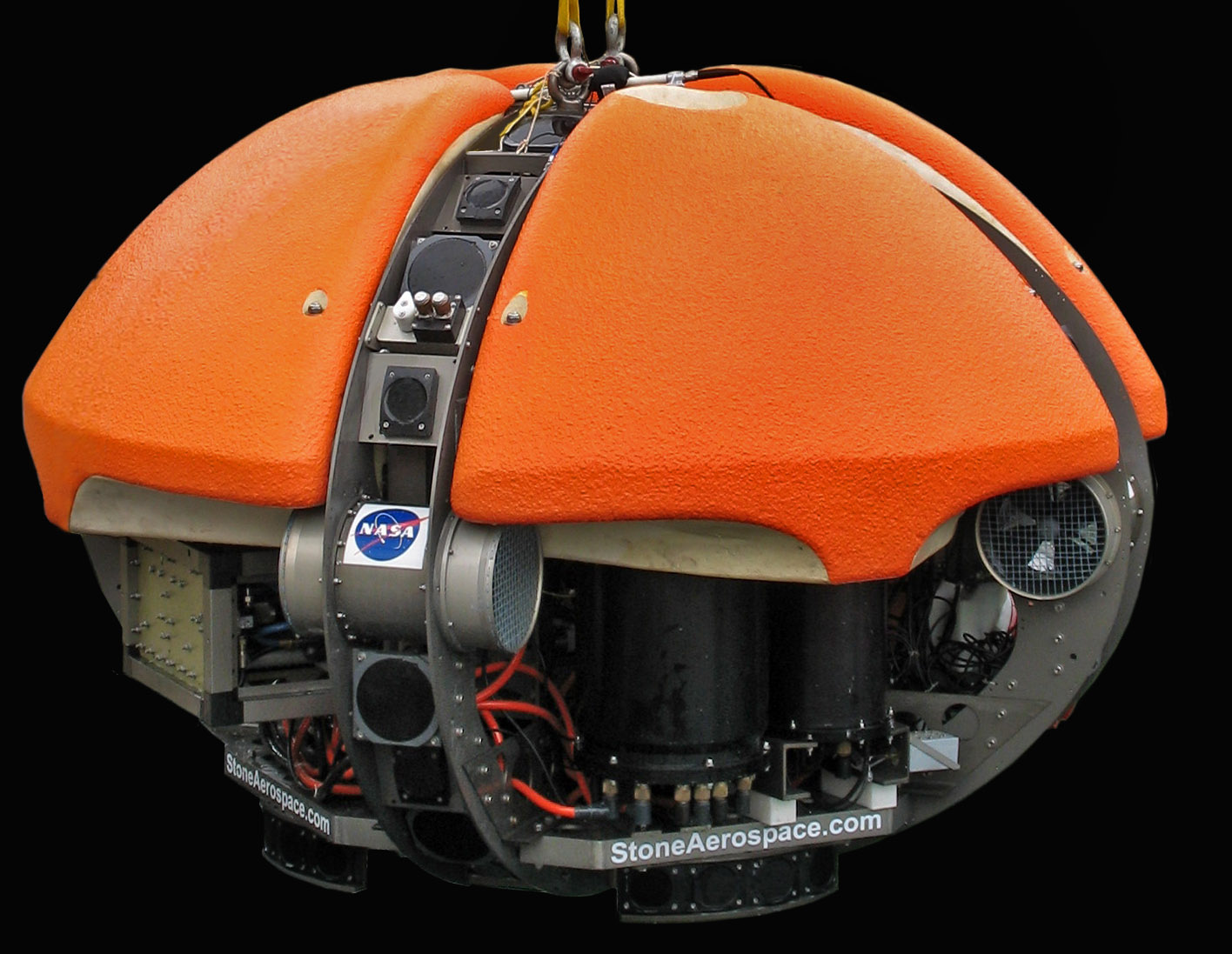
دپث‌ایکس

دپث‌ایکس (به انگلیسی: DEPTHX) که مخفف کلمات (Deep Phreatic Thermal Explorer) است، یک وسیله نقلیه خودمختار زیر آبی است و توسط Stone Aerospace، که یک شرکت مهندسی هوافضا مستقر در آستین، تگزاس است، طراحی و ساخته شده‌است. این وسیله برای کاوش، نقشه‌برداری و نمونه برداری خودران از فروچاله‌های زیر آب در شمال مکزیک طراحی شده بود. بودجه دپث‌ایکس توسط ناسا تأمین شده و هدف آن مطالعه اقیانوس‌های اروپا یکی از قمرهای مشتری جهت کشف حیات فرازمینی می‌باشد.